# Hostel: Part III
Hostel: Part III is een Amerikaanse horrorfilm uit 2011 en het derde deel in de Hostel-reeks. In tegenstelling tot de eerste twee films werd Hostel III niet in Slowakije gemaakt onder regie van Eli Roth, maar in Las Vegas onder regie van Scott Spiegels. In het voorjaar van 2010 werd bekendgemaakt dat Hostel: Part III gemaakt zou worden. Op 14 oktober 2011 verscheen de eerste trailer. De film was in Nederland nooit te zien in bioscopen, maar kwam in plaats daarvan op 17 januari 2012 direct uit op dvd en blu-ray.

## Verhaal
Scott, Carter, Mike en Justin gaan samen naar Las Vegas om Scotts vrijgezellenfeest te vieren. Daar krijgen ze in een nachtclub gezelschap van Kendra en Nikki, twee escortdames waar Carter voor gezorgd heeft. De vrouwen stellen het viertal voor om naar een speciaal, exclusief feest te gaan. De mannen stemmen in, waarna een taxichauffeur ze afzet voor een oud, schijnbaar verlaten gebouw. Binnen is er niettemin een luxe feest bezig.
Scott, Carter en Justin worden de volgende morgen wakker op hun hotelkamer. Mike is er de vorige avond samen met Nikki tussenuit geknepen en niet teruggekomen. Mike wordt intussen wakker in een cel. Twee bewakers komen hem halen, nemen hem mee naar een andere kamer en binden hem daar vast in een stoel. Voor een van de wanden schuiven gordijnen opzij. Hij blijkt achter een glazen ruit te zitten. Aan de andere kant kijken rijke cliënten van de Elite Hunting Club toe. Dan komt er een man gekleed in dokterskleren de kamer van Mike in. Hij snijdt met een scalpel Mike's gezichtshuid er in één grote lap af, waarna de gordijnen weer dicht gaan en de toeschouwers applaudisseren.
Scott, Carter en Justin gaan op zoek naar Mike en zoeken uit waar Nikki woont. Daar worden ze betrapt door Kendra. Niet alleen Mike blijkt vermist, maar Nikki ook. Ook zij blijkt intussen het middelpunt van een van de martelmoorden ter vermaak van de toeschouwers van de Elite Hunting Club. Ze ligt vastgebonden op een tafel en krijgt een spray in haar keel gespoten. Daarna worden talloze kakkerlakken op de tafel losgelaten. De spray blijkt ze aan te trekken, waardoor ze massaal in Nikki's keel kruipen en zij stikt.
Scott, Carter en Justin krijgen een SMS-bericht van 'Mike' waarin hij ze vraagt naar een hotelkamer te komen. Ter plekke worden ze overmeesterd en meegenomen, om vervolgens bij te komen in eenzelfde cel als die waarin Mike tot voort kort gevangen zat. Schreeuwend om vrijgelaten te worden, laten de bewakers Carter inderdaad vrij nadat hij ze een tatoeage laat zien. Hij blijkt exact te weten wat er aan de hand is; hij is zelf lid van de Elite Hunting Club. Daarom mag hij gaan, terwijl de anderen eenzelfde soort scenario's als Mike en Nikki te wachten staat. Carter steekt geen hand uit om ze te helpen. Hij kijkt juist uit naar Scotts dood, zodat hij diens verloofde Amy kan troosten en versieren.

## Rolverdeling
| Acteur             | Personage |
| ------------------ | --------- |
| Thomas Kretschmann | Flemming  |
| John Hensley       | Justin    |
| Kip Pardue         | Carter    |
| Brian Hallisay     | Scott     |
| Sarah Habel        | Kendra    |
| Zulay Henao        | Nikki     |
| Skyler Stone       | Mike      |
| Kelly Thiebaud     | Amy       |